# 90-о средно училище „Ген. Хосе де Сан Мартин“
90 средно училище „Ген. Хосе де Сан Мартин“ се намира в София.
Основано е на 15 септември 1976 г. Първоначално е наречено на българския комунист Вълчо Иванов. През 1993 г. тогавашното 90-о ЕСПУ приема името на легендарния революционер и освободител на Аржентина, Чили и Перу генерал Хосе де Сан Мартин. Разположено е на улица 204 в ж.к. „Люлин“.
Училището предлага образование, съобразено с националните и европейски стандарти, партнира си с училища и институции в България и чужбина.
На 2 юни 2012 г. (събота), около обяд, част от фасадата на училището се срутва, без да има пострадали. Инцидентът става вследствие на Пернишкото земетресение и обилните валежи в предходните дни.
От януари 2014 г. то започва да издава свой собствен училищен вестник.